# تنام أصفر الأرجل
تنام أصفر الأرجل (الاسم العلمي: Crypturellus noctivagus) هو نوع من الطيور يتبع جنس التنام مخفي الذيل من فصيلة التنامية.